# Magnus Torén
Magnus Torén, född den 4 mars 1770 i Göteborg, död den 3 september 1825 i Stockholm, var en svensk ämbetsman. Han var far till Carl Axel Torén.
Torén blev student vid Lunds universitet 1788. Han blev extra ordinarie kanslist i Kunglig Majestäts kansli 1794, erhöll sekreterares fullmakt 1799, blev adjungerad ledamot i Svea hovrätt 1800, assessor samma år, konstituerad revisionssekreterare 1809 och justitieråd samma år Torén blev riddare av Nordstjärneorden 1810 och kommendör av nämnda orden 1823.